# اکاتنان دو جوارز
اکاتنان دو جوارز (به اسپانیایی: Acatlán de Juárez) در مکزیک است که در خالیسکو واقع شده‌است.

## خصوصیات
اکاتنان دو جوارز ۱۶۶٫۶۸ کیلومترمربع مساحت و ۲۲٬۵۴۰ نفر جمعیت دارد و ۱٬۳۹۳ متر بالاتر از سطح دریا واقع شده‌است.